# Tramvajová trať Starý Hloubětín – Lehovec
Tramvajová trať Starý Hloubětín – Lehovec je úsek tramvajové trati v Hloubětíně v městské části Praha 14. Trať vede v celé své délce po vlastním tělese uprostřed Poděbradské ulice v úseku od smyčky Starý Hloubětín do smyčky Lehovec.

## Historie
Plány na vybudování tramvajové tratě na Lehovec se objevily již v roce 1929, kdy se uvažovalo o zřízení nové tramvajové vozovny, která by stála v místech dnešní smyčky Lehovec. Vozovna pak vznikla počátkem 50. let na jiném místě přímo v Hloubětíně a k prodloužení trati Poděbradskou ulicí na Lehovec došlo až v roce 1976 kvůli dopravní obsluze sídliště Hloubětín a vznikajícího sídliště Lehovec. Přitom byla přestavěna dosavadní smyčka Hloubětín (po vzniku stejnojmenné stanice metra přejmenovaná na Starý Hloubětín) a součástí stavby byl i kolejový trojúhelník v křižovatce s ulicí Kbelskou. Trať byla vybudována za použití velkoplošných panelů BKV.
Vybudování trati a autobusového terminálu u smyčky Lehovec vedlo k zániku dosavadního malého terminálu linek do Horních Počernic v ulici Na Obrátce, po němž zůstal název[zdroj?] ulice. 
Roku 1986 zanikla trať v ulici Kbelské a tramvajová křižovatka kvůli vyhrazení Kbelské ulice pro silniční okruh. Byly nahrazeny novým, západněji umístěným napojením před smyčkou Starý Hloubětín, mimo popisovanou trať.
Dne 13. 2. 2023 došlo ke zrušení zastávky Kbelská a jejímu nahrazení zastávkou Starý Hloubětín. Nová zastávka se nachází o cca 150 m blíže k centru, před křižovatkou Poděbradské ulice s ulicemi Kbelskou a Průmyslovou v těsné blízkosti tramvajové smyčky.

### Rekonstrukce v roce 2010

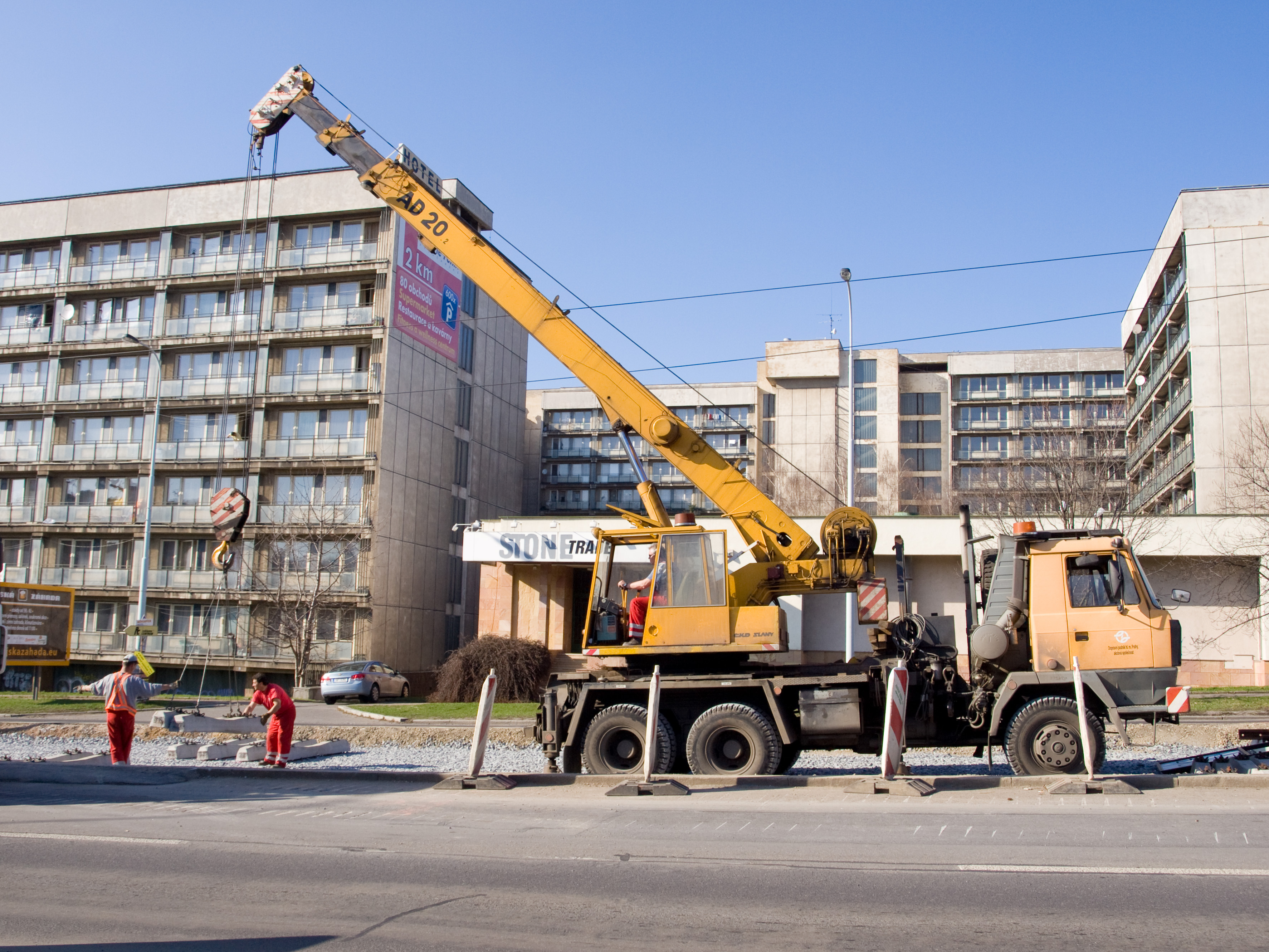
Pokládání pražců při rekonstrukci

Od začátku března roku 2010 do začátku května téhož roku probíhala rekonstrukce trati, při které bylo odstraněno původní tramvajové těleso tvořené BKV panely a nahrazeno novou kolejí klasické konstrukce, tedy na pražcích. Při rekonstrukci nebyly použity žlábkové kolejnice běžně používané v pražské tramvajové síti, nýbrž běžné železniční bezžlábkové kolejnice tvaru S49 E1. Na automobilových přejezdech jsou doplněny přídavným širokým žlabem. Na přechodech pro pěší jsou použity přídavné gumové profily. Při rekonstrukci došlo také k zrušení podchodu u zastávky Sídliště Hloubětín, který byla nahrazen světelnou křižovatkou.

## Trasování
Trať vede od vjezdu do smyčky Starý Hloubětín (původně Hloubětín) do smyčky Lehovec, kde je ukončena. Celá trať prochází Poděbradskou ulicí a její délka je přibližně 1500 metrů. Na celém úseku se nachází tři nácestní zastávky, a to v obou směrech, a jedna zastávka ve smyčce Lehovec.

### Starý Hloubětín
Zastávka Starý Hloubětín, zprovozněná 13. 2. 2023, se nachází přibližně 50 metrů před křižovatkou ulic Poděbradská, Kbelská a Průmyslová v těsné blízkosti tramvajové smyčky Starý Hloubětín. V souvislosti se zprovozněním této zastávky došlo ke zrušení zastávky Starý Hloubětín v ul. Na Obrátce pro pravidelný provoz (zůstala pouze občasnou pro spoje zatahující z centra z Poděbradské ulice do Vozovy Hloubětín a naopak).

### Kbelská
Zrušená zastávka Kbelská se nacházela přibližně 100 metrů za křižovatkou ulic Poděbradská, Kbelská a Průmyslová. Přístup z chodníku na zastávku byl možný přechodem vybaveným světelnou signalizací. Po krajích vozovky se nachází dvojice stejnojmenných autobusových zastávek.

### Hloubětín
Zastávka Hloubětín se nachází v úrovni stejnojmenné stanice linky metra B nedaleko křižovatky Poděbradské s Chvalskou ulicí. Přístup na zastávku je umožněn pomocí podchodu, který spojuje výstup z metra s tramvajovými i autobusovými zastávkami. Dvojice autobusových zastávek se nachází po krajnicích vozovky; další zastávka v bezprostřední blízkosti se nachází ve Chvalské ulici.

### Sídliště Hloubětín
Nácestní zastávka Sídliště Hloubětín se nachází nedaleko křižovatky s ulicí Slévačskou. Do rekonstrukce trati v roce 2010 byl přístup k zastávce umožněn pouze podchodem, který jí spojoval s oběma okraji Poděbradské. Během rekonstrukce byly prostřední východy z podchodu na ostrůvky tramvajové zastávky zazděny a pro přístup k zastávce byla nově vybudována světelná signalizace, která umožní i bezbariérový přístup.

### Lehovec
Lehovec je trojkolejná koncová smyčka s jednou výstupní a dvěma nástupními zastávkami. Deponační kapacita smyčky je 31 vozů typu T. Vzhledem k umístění smyčky mezi dvě větve Poděbradské ulice je ve smyčce zřízen podchod spojující nástupiště s oběma částmi Poděbradské. Na smyčku přímo navazuje menší autobusový terminál, který je v současnosti využíván pouze jednou denní a jednou noční linkou.

## Provoz
V běžném denním provozu je trať využívána linkami číslo 19 a 25, v noci pak linkami 92 a 94.

## Galerie

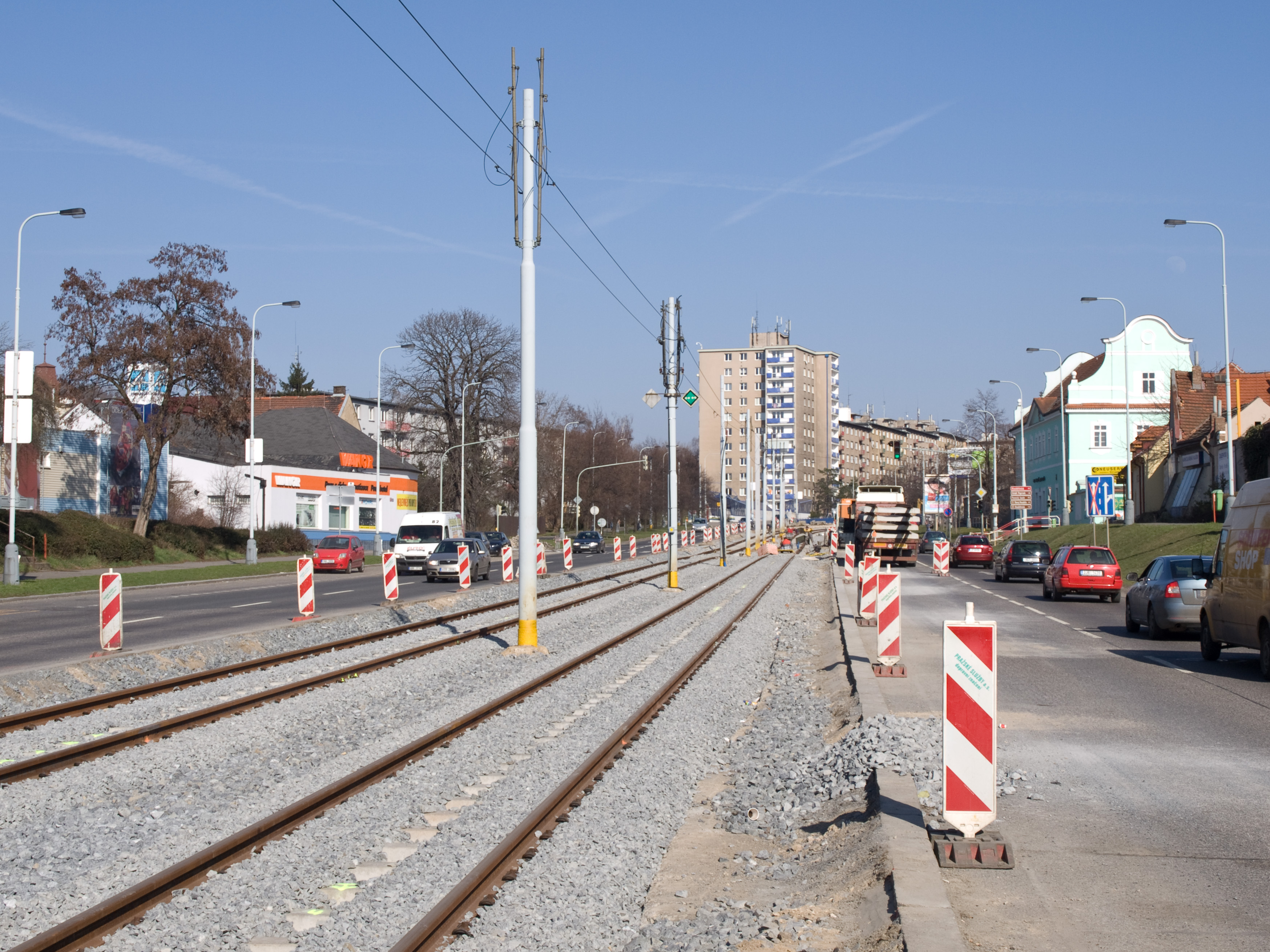
Trať mezi zastávkami Kbelská a Hloubětín směrem k Lehovci
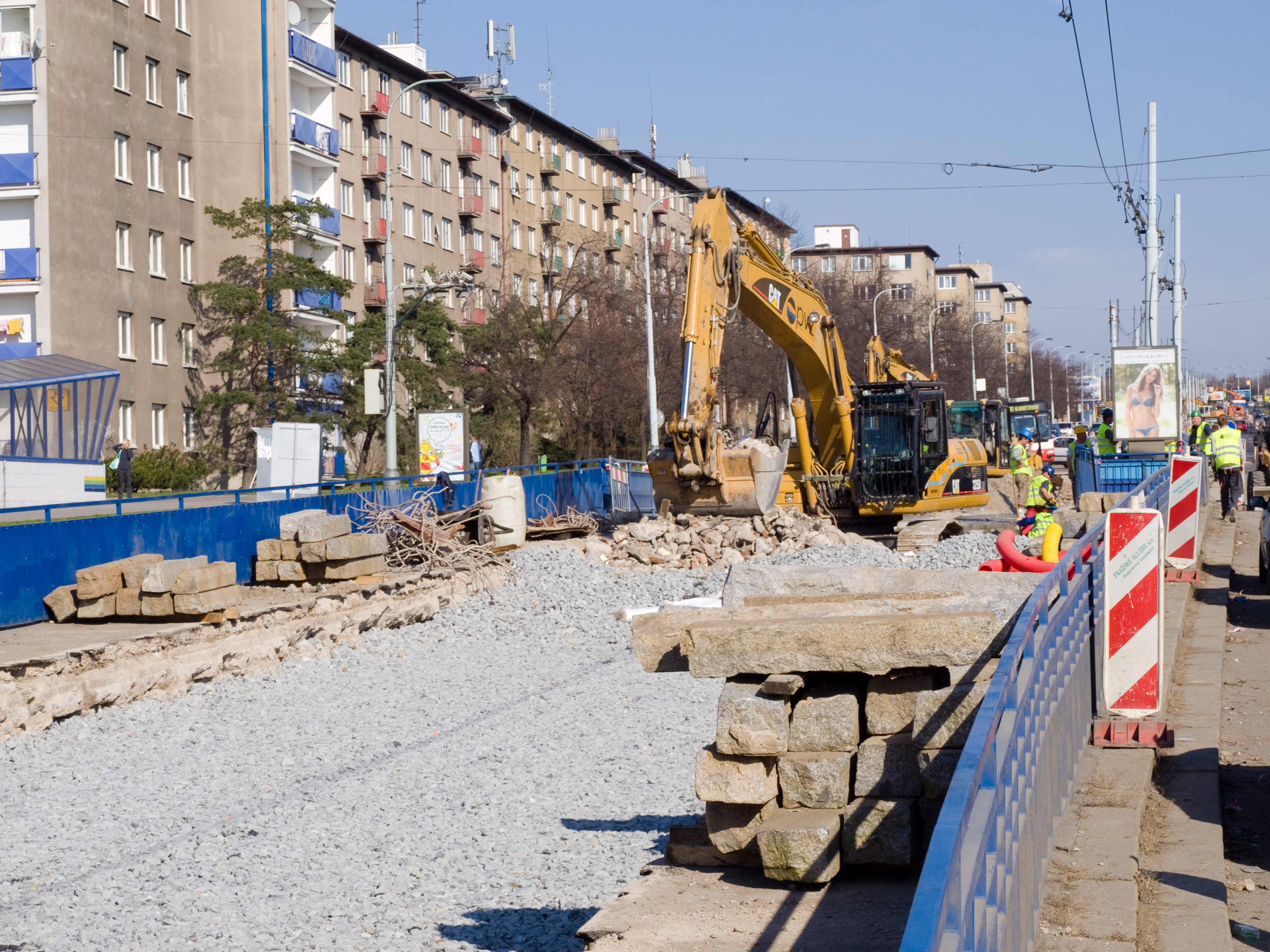
Tramvajová zastávka Hloubětín při rekonstrukci
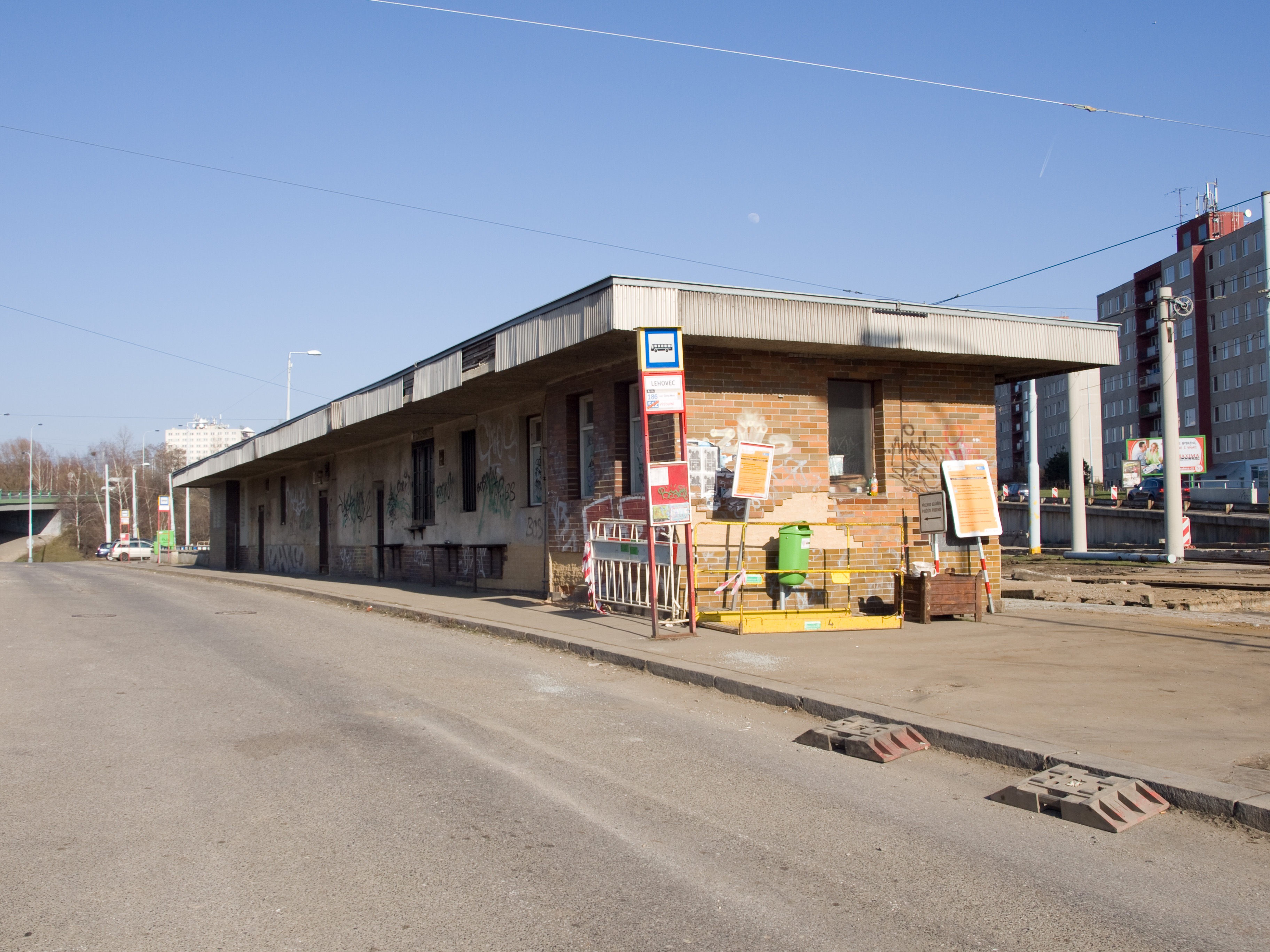
Smyčka Lehovec. Zastávka autobusů v popředí, odjezdová zastávka tramvaje za budovou.
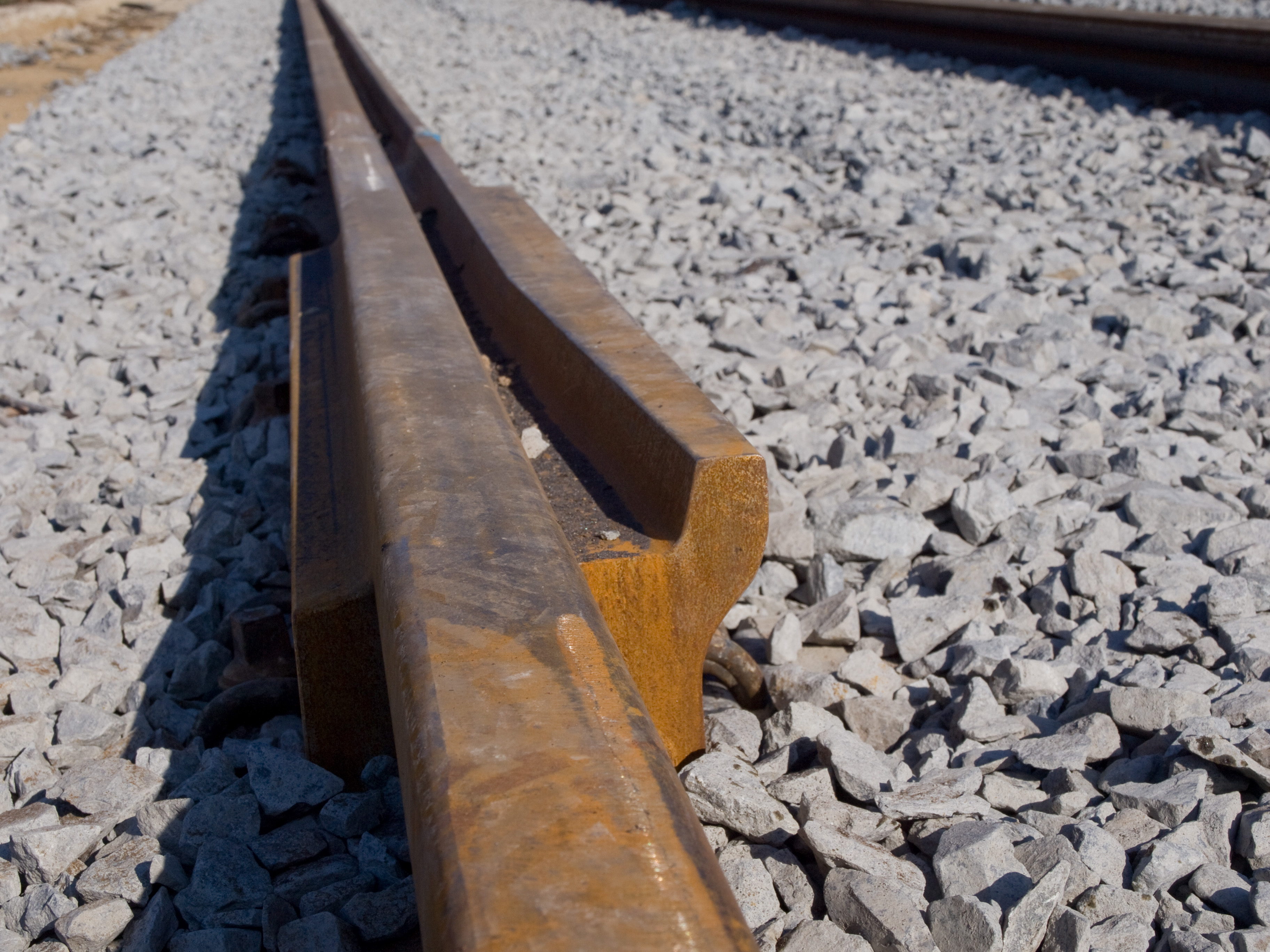
Detail přechodu bezžlábkové v žlábkovou kolejnici
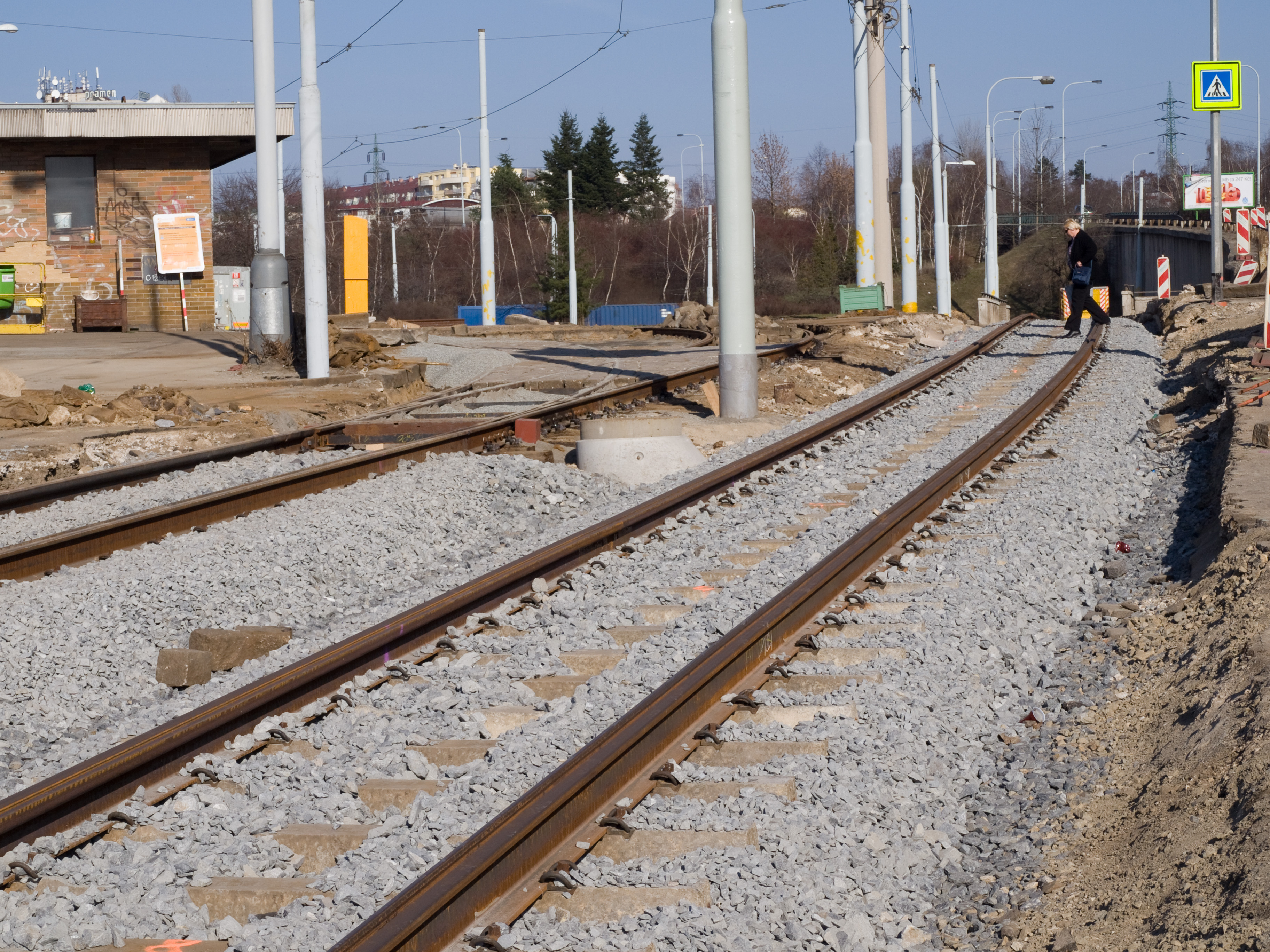
Trať vjíždějící do smyčky Lehovec
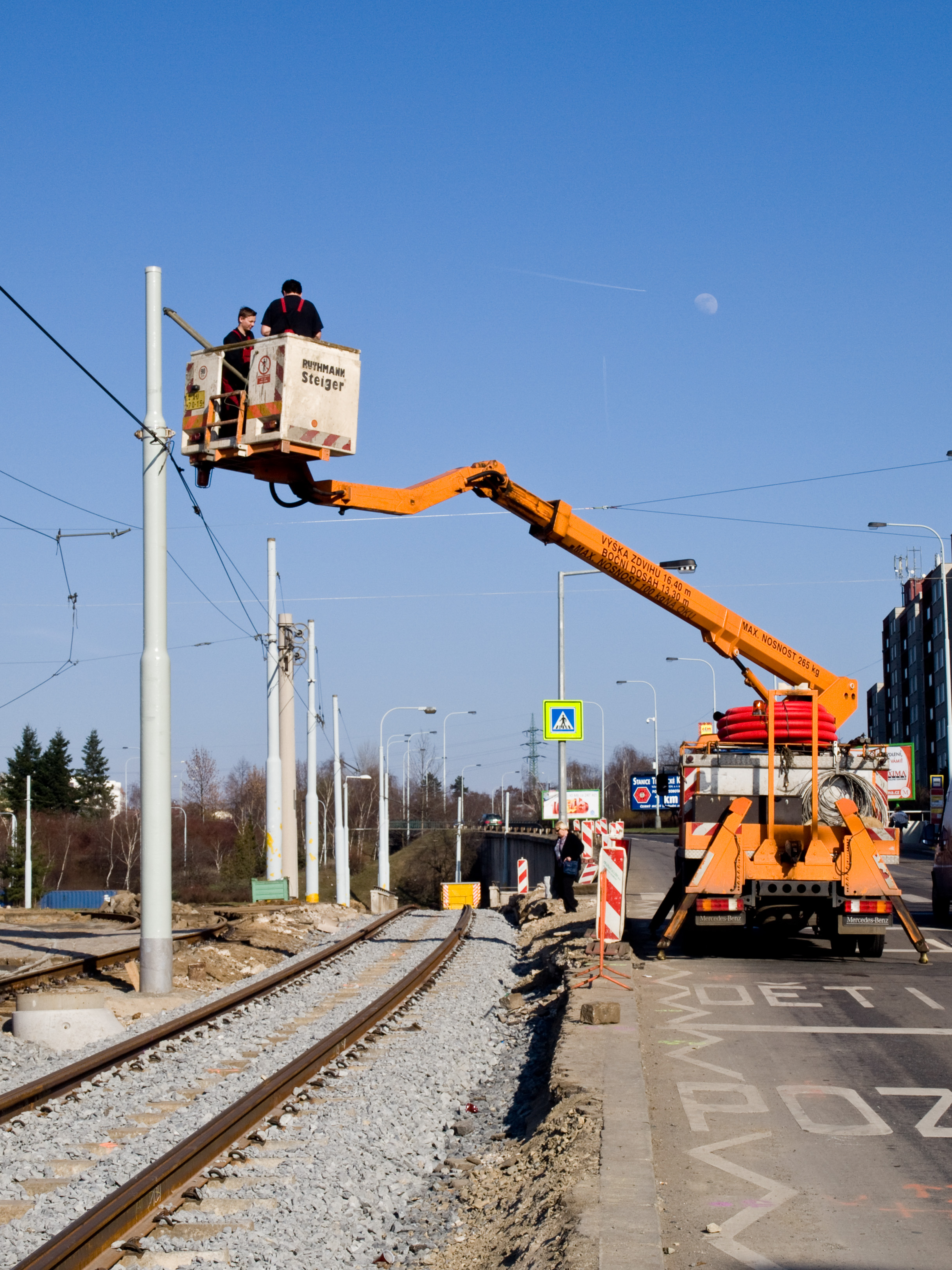
Vysokozdvižný vozík zpět upevňující trakční vedení
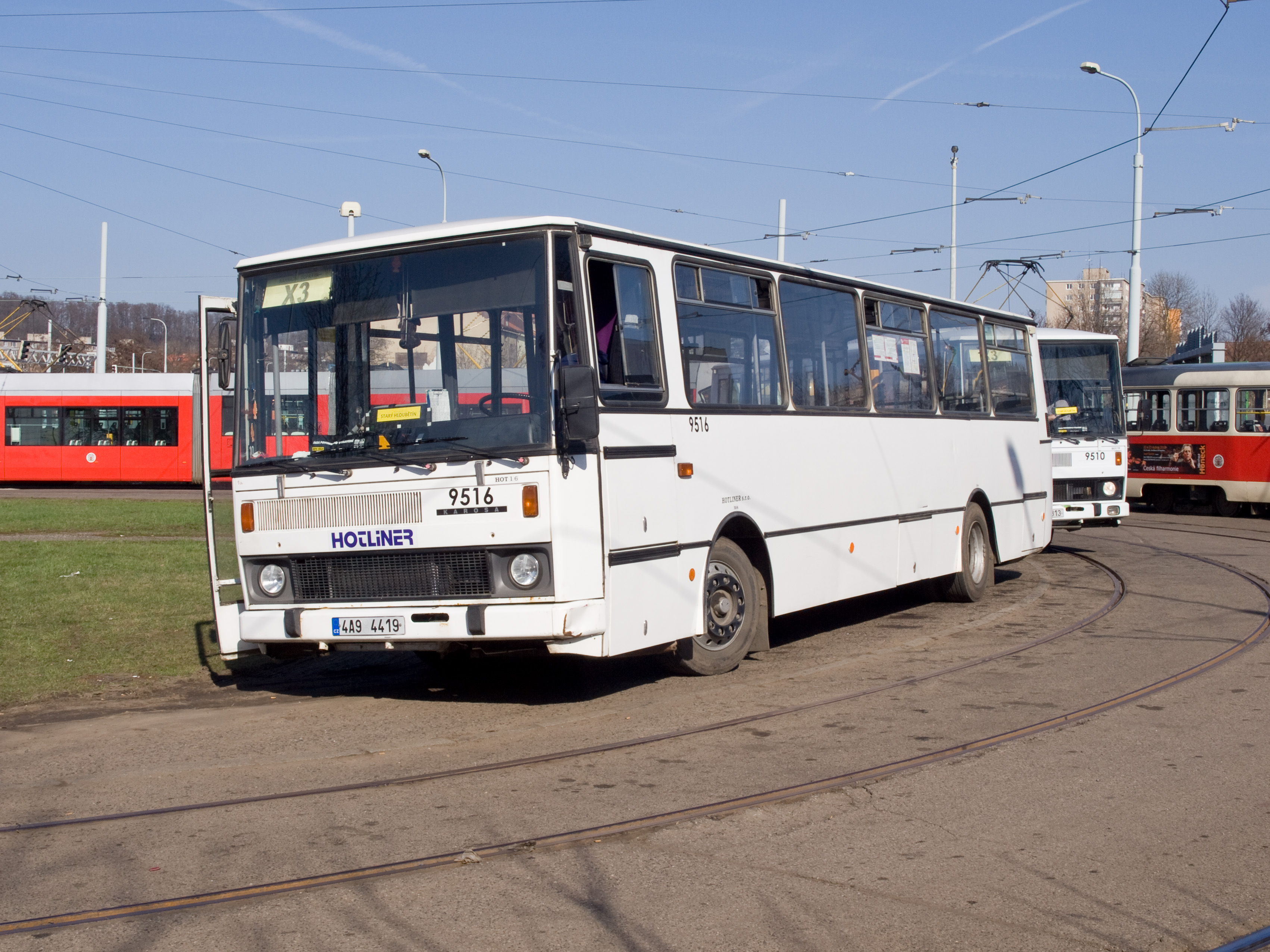
Autobus náhradní autobusové dopravy ve smyčce Starý Hloubětín během rekonstrukce